# Самойленко Олександр Валер'янович
Само́йленко, Олекса́ндр Валер'я́нович (нар. 28 березня 1964, Ташкент) — радянський і російський актор театру та кіно, режисер і продюсер, співвласник московського клубу-ресторану «Маяк». Має українські корені.

## Біографія
1988 року закінчив Вище театральне училище імені Б. В. Щукіна. З 1997 року — у групі Московського драматичного театру імені К. С. Станіславського. Грав і грає у спектаклях театрів націй і на Малій Бронній. Спільно з актором і ресторатором Максимом Сухановим володіє в Москві кількома клубами та ресторанами.
У нього є сини: Степан, Олександр і Прохор.

## Творчість

### Ролі в театрі

#### Московський драматичний театр ім. К.С.Станіславського
- «Дванадцята ніч» (п'єса) (Вільям Шекспір) — сер Тобі
- «Зрада» (Гарольд Пінтер)
- «Сім святих із села Черево» — комісар
- «Приборкання норовливої» (Вільям Шекспір) — Баптиста
- «Хлестаков» — Антон Антонович Сквознік-Дмухановський, городничий

#### Державний театр націй
- "Досвід освоєння п'єси "Чайка"системою Станіславського" — Сорін

#### Проект «Інший театр» (Москва)
- «Про баб»

### Фільмографія
1. 1986 — «Витівки в старовинному дусі»
2. 1987 — «Забута мелодія для флейти» — Саша, другий шантажист в лісі
3. 1990 — «Родина вовкулаків»
4. 1997 — «Котовасія» (короткометражний)
5. 2000 — «Маросейка, 12. Син»
6. 2000 — «Маросейка, 12. Ставок більше немає»
7. 2000 — «Маросейка, 12. Операція „Зелений лід“»
8. 2000 — «Маросейка, 12. Мокра справа»
9. 2001 — «Маросейка, 12. Прощай поліцейський»
10. 2001 — «Кобра. Заморожений транзит»
11. 2001 — «Кобра. Вантаж»
12. 2001 — «Кобра. Антитерор»
13. 2001 — «Чорна кімната» (кіноальманах (фільм «Гіпноз» (короткометражний)))
14. 2002 — «Атлантида»
15. 2002 — «Олігарх» — Муса
16. 2002 — «Джокер'» — Федір
17. 2003 — «Дні ангела» — Юрчелло
18. 2003 — «Таксист» — Пельменштейн («Пельмень»)
19. 2004 — «Вузький міст» — Діма
20. 2004 — «Посилка з Марса» — Саша Самохін, актор грає Діда Мороза
21. 2004 — «Діти Арбата» — Орджонікідзе
22. 2004 — «Нічна варта» — Ілля («Ведмідь»), маг-перевертиш
23. 2005 — «Перший після Бога»
24. 2005 — «Дві долі 2: Блакитна кров» — Гарик
25. 2006 — «Денна варта» — Ілля («Ведмідь»), маг-перевертиш
26. 2006 — «Дві долі 2: Золота клітка» — Гарик
27. 2006 — «Кат»
28. 2007 — «Погоня за ангелом» — Артур
29. 2007 — «Бухта страху» — Ілля Медовніков-Базис
30. 2007 — «Якщо у Вас немає тітки...» — Герман
31. 2007 — 2013 — «Татусеві доньки» — Андрій Михайлович Антонов, стоматолог, друг родини Васнецових
32. 2007 — «Рік Золотої Рибки» — Ісидор
33. 2007 — «1612: Хроніки Смутного часу» — мордан, вбивця Федора Годунова
34. 2008 — «Ювілей» — Кирило, син Грановської
35. 2008 — «Слабкості сильної жінки» — Женька
36. 2008 — «Королі гри» — Степан Лосєв
37. 2008 — «Все можуть королі» — Антон, головний редактор глянцевого журналу
38. 2008 — «Дачниця» — Шпагін
39. 2008 — «Роман вихідного дня» — Микола Миколайович, приватний детектив
40. 2008 — «Сині ночі» — Аристарх Володимирович, Музруков
41. 2008 — «Хороші хлопці» — Борюн
42. 2008 — «Клуб» — олігарх
43. 2008 — «Нова Земля» — Алі
44. 2008 — «Циганочка з виходом» — Вася Майданів, батько Лігіти та Сандри
45. 2008 — «Безіменна — одна жінка в Берліні» (нім. Anonyma-Eine Frau in Berlin) — Петька
46. 2009 — «Наречена за всяку ціну» — Трещев
47. 2009 — «Наст саламандри»
48. 2009 — «Якраки»
49. 2010 — «Іронія кохання»
50. 2010 — «Індус»
51. 2010 — «Серце капітана Немова» (у виробництві) — Сіверс
52. 2010 — «Долі загадкове завтра» — Гаврош
53. 2011 — «Нереальна історія» — пан Бельєвський
54. 2017 — Аритмія — Михайло, батько Каті

### Режисура
- 2005 — «Роман жахів»
- 2006 — «Будемо на ти»
- 2006 — «Перший млинець»

### Продюсування
- 2004 — «Посилка з Марса» (спільно з Максимом Сухановим)[2]
- 2005 — «Роман жахів» (спільно з Костянтином Дидишко)
- 2009 — «Наст саламандри»
- 2011 — «Далекобійники 3»

## ТВ
- 2007 — «Великий спір» — гість
- 2009 — «Модний вирок» — «незалежний експерт»
- 2009 — «Поки всі вдома» — гість
- 2010 — «Подаруй собі життя» — учасник
- 2010 — «Велика різниця»
- 2013 — «Поліглот» — учасник